# Giuseppe Ferrari (politico)
Giuseppe Ferrari (Ferrara, 1920 – 2001) è stato un politico italiano.

## Biografia
Nato nel 1920 a Ferrara, fu un convinto antifascista e si iscrisse giovanissimo al Partito Comunista Italiano. Imprigionato per le sue attività sovversive, venne scarcerato nel 1943. Fu sindaco di Ferrara dal 1964 al 1970.